# Folktronica
La folktronica, nota anche come elettrofolk è un genere musicale che combina musica folk e elettronica.

## Origini e caratteristiche
Il termine è stato coniato dal critico musicale Jim Byers a metà anni novanta sul sito BurnintBlue.com con riferimento agli artisti che pubblicavano per etichette come la Twisted Nerve Records di Manchester. Successivamente, agli inizi degli anni 2000, il termine è stato usato per indicare la musica di Four Tet. Il termine laptop folk è usato come sinonimo di folktronica ed ha come esponenti di spicco Paul Lansky (soprattutto per il suo album Folk Images) e Alan Sondheim.
Tra gli album più importanti riconducibili al genere folktronica vi sono: Pause di Four Tet (2001), Mother's Daughter and Other Songs dei Tunng (2005), The Milk of Human Kindness di Caribou (2005) e Seventh Tree dei Goldfrapp (2008).

## Interpreti
Fra gli artisti di musica folktronica o di altri generi che sono stati influenzati dal genere vi sono:
- Four Tet
- Tunng
- Bibio
- Avicii
- Caribou
- Juana Molina
- Crystal Fighters
- James Yuill
- The Books
- Matmos
- Go_A
- Bat for Lashes
- Colleen
- Cate Le Bon
- Patrick Wolf
- Silje Nes
- High Places
- Emily Wells
- Sea Oleena
- iamamiwhoami
- Volcano Choir
- Cuushe
- Lucky Dragons
- Seabear
- Talkdemonic
- Miyauchi Yuri
- Ellie Goulding
- Young Magic
- Yoav
- Bon Iver
- Milky Chance
- Bunt.
- Baiuca